# 김광협
김광협(金光俠, 1915년? ~ 1970년?)은 공산주의 항일운동가이자 조선민주주의인민공화국의 군인, 정치인이다. 민족보위상과 제7대 북조선국 내각 부총리를 역임하였다.

## 생애
1915년 함경북도 회령에서 출생하여 지난날 한때 평안남도 강서에서 잠시 유아기를 보낸 적이 있으며, 후일 1930년 16살이 되는 해에 국민정부 시대 중화민국 본토 대륙으로 넘어가 황푸 군관학교 졸업하여 항일 파르티잔 활동을 했다. 1935년 중국공산당에 입당했으며, 1940년 동북항일연군 제2로군 정치위원을 지냈다. 일본 제국 패망 이후 소련 군정의 동북민주군의 군관구 사령관이 되었으며, 1948년 조선인민군 제3사단장이 되었다. 한국 전쟁 전에는 동부전선을 담당한 2군단장에 임명되었다.
한국 전쟁 휴전 이후 1957년 최고인민회의 제2기 대의원을 지냈고 1962년까지 민족보위성 수장으로 있었다. 1967년 중국에서는 문화대혁명을 거치며 북한과의 관계가 경색되자 김광협이 김일성을 제거하기 위해 군대를 동원하였다는 낭설이 돌았으나, 3월 쿠바 대사의 환송연회에서 김일성이 김광협을 대동하고 등장해 이러한 의혹을 일축했다.
1970년 김일성의 주체사상 유일체계를 비판하다가, 정치적으로 숙청당하였다.
김광협의 여동생 김성애는 김일성의 후처로, 김평일은 그의 외조카이다. 1973년 그의 남동생 김성갑이 김일성이 인민대학습당을 건립하기 위해 마련한 부지에 본인의 사저를 지었고, 그 일을 김정일이 폭로하면서 그의 가문이 숙청되었으며 이로 인해 김평일도 김일성의 후계 구도에서 영원히 밀려났다.

## 같이 보기
- 민족보위성
- 최용건